# Syndroom van Brugada
Het syndroom van Brugada is een genetische hartziekte met een karakteristieke afwijking op het elektrocardiogram (ECG) in combinatie met een verhoogd risico op plotse hartdood. Het syndroom is vernoemd naar de drie broers Pedro, Josep en Ramon Brugada. Het komt voor in ongeveer 1 op 2000 personen. In Zuidoost Azië komt het veel vaker voor. In Thailand is het de belangrijkste oorzaak van plotse hartdood bij jonge mannen.

## Symptomen
De symptomen of klinische verschijnselen van het Brugadasyndroom zijn onder meer duizeligheid en wegrakingen, en soms plots overlijden. De klachten treden vooral 's nachts op en kunnen uitgelokt worden door koorts en het gebruik van bepaalde medicijnen. Meestal ontstaan er pas klachten op volwassen leeftijd.

## Pathofysiologie
Het is een erfelijke hartziekte die autosomaal dominant overerft. In ongeveer 20% van de gevallen wordt een mutatie gevonden in het SCN5a-gen, dit is een gen dat codeert voor een membraaneiwit van onder meer hartspiercellen dat een belangrijke rol speelt in de natriumstroom door de celmembraan. Deze natriumstroom speelt een belangrijke rol in de actiepotentiaal die resulteert in het samentrekken van de hartspiercellen.

## Diagnose
De diagnose kan worden gesteld met behulp van een elektrocardiogram. De voor het Brugadasyndroom karakteristieke ECG-afwijkingen zijn echter lang niet altijd zichtbaar op het ECG. Dan kan met behulp van een ajmaline-infuus de diagnose gesteld worden.